# 4shared
4shared是一家文件托管服务公司，公司由Alex Lunkov和Sergey Chudnovsky于2005年成立。

## 用途
4shared让用户可以使用任何Web浏览器上载和下载文件。基本注册允许用户向帐户上载10240MB的文件。通过电子邮件确认注册可将存储空间扩大至15GB，高级用户将拥有100GB存储文件空间。單檔大小限制在2048MB。
在成功上载文件后，将给用户一个唯一的URL，以便他人下载该文件。只要用户至少每30天登录他/她的帐户一次，或者这些文件中至少有一个每30天被下载一次，上载的文件将会一直保存。用户界面在功能上类似于标准的Windows资源管理器.
非注册用户必须在下载队列中等20秒（无需CAPTCHA填写），并可同时启动多个下载。

## 特色功能
用户可以对文件评分（5星评分制），通过社交媒体网站共享它们，留言。每个用户都有自己的可定制页，并带有统计数据。用户还可以订购其他用户的帐户并跟踪他们的更新。这个功能的工作方式类似于您在Facebook和Twitter上看到的那样。
4shared有一个扩展的搜索系统，以便选择特定的搜索文件格式。

### 音訊格式
mp3、m3u、m4u、mid、ogg、ra、ram、rm、wav、wma.

### 影片格式
3GP、avi、mov、mp4、mpeg、mpg、swf、asf、wmv、m2ts、flv.

### 图片格式
bmp、dwg、gif、jpg、png、psd、tif.

### 压缩文件格式
kmz、package、rar、zip.

### 文本文件格式
doc、lit、mdb、pdf、pps、ppt、rtf、srt、txt、wps、xls.

### 程序文件格式
exe、jar.

### Web文件格式
htm、html.

### 手机文件格式
nth、prc、sis.

## 软件

### 4shared Desktop
4shared Desktop是一款下载/上载管理器，它支持文件拖放功能，并为通常通过右击文件调用的标准Windows上下文菜单又增添了一个选项。该应用软件程序支持多重上载、同步功能（在测试模式下工作）以及可选的密码保护文件功能。仅用于Microsoft Windows。

### 4shared Mobile
4shared Mobile是一款类似于4shared Desktop的应用软件。它让基于Symbian OS的手机和iPhone用户迅速访问他们的帐户，管理他们的文件，以及搜索新文件。用户可以创建一个喜爱的文件列表以便快速访问，并可根据文件夹等对文件排序。

### 4shared Toolbar
4shared还推出了用于Internet Explorer和Firefox的工具栏。该应用程序可用于直接访问用户的4shared帐户和搜索功能，以及社交媒体网站。4shared Toolbar还可用于观看数字电视，听广播，以及查看当地的天气等。

## 使用条款和隐私政策
4shared是官方商标。4shared用户活动受4shared使用条款和隐私政策的管制。4shared遵守Digital Millennium Copyright Act ("DMCA").
4shared的合作者有APCM – Associacao Anti-Pirataria Cinema e Musica, Gameloft GrayZone Inc (Rhino Entertainment, Warner Strategic Marketig), Kogan Page, Linotype GmbH, Pearson Education, Publishers-antipiracy.net, RIAA, Websheriff, Microsoft, Needlework Designers, Graf Records, FiveWin, ADM Records, MG/Curb Records, Cassandra Clare, Apple等。
4shared服务提供商只负责存储合法数据。尽管4shared无义务检查帐户内容，但保留审查任何被怀疑违反4shared使用条款的材料、删除其内容、禁用或删除那些侵犯知识产权或可能使4shared招致民事或刑事责任的用户的帐户的权利。

## 法律问题
4shared没有违法历史记录。

## 本地化
本网站有15种语言，包括阿拉伯语、繁体、英语、法语、意大利语、日语、韩语、马来西亚语、波兰语、葡萄牙语、俄语、西班牙语、泰语、土耳其语和越南语。